# Giuseppe Fietta
Giuseppe Fietta (6. listopadu 1883, Ivrea – 1. října 1960, tamtéž) byl italský římskokatolický duchovní, arcibiskup, apoštolský nuncius a kardinál.

## Život
Narodil se 6. listopadu 1883 ve městě Ivrea.
Studoval na Papežské univerzitě Gregoriana.
Dne 4. listopadu 1906 byl biskupem Matteem Angelem Filipellem vysvěcen na kněze. Následující rok se stal sekretářem biskupa Ernesta Marii Piovelliho. V letech 1923–1924 byl rektorem semináře v Algheru a kanovníkem katedrální kapituly. Dne 9. května 1920 mu byl udělen titul Domácího preláta Jeho Svatosti.
Roku 1924 se stal sekretářem apoštolské nunciatury v Kostarice a následující rok chargé d'affaires.
Dne 30. března 1926 jej papež Pius XI. jmenoval titulárním arcibiskupem ze Serdicy. Stejného roku se stal apoštolským internunciem Střední Ameriky. Dne 10. října 1926 byl vysvěcen na biskupa. Světiteli byli kardinál Giovanni Bonzano, arcibiskup Ernesto Maria Piovella a biskup Agustín Blessing Presinger.
Dne 23. září 1930 se stal apoštolským nunciem na Haiti a v Dominikánské republice.
V letech 1936–1939 byl nunciem v Paraguayi.
Dne 20. června 1936 se stal apoštolským nunciem v Argentině a 26. ledna 1953 v Itálii.
Dne 15. prosince 1958 byl papežem Janem XXIII. na konzistoři jmenován kardinálem-knězem ze San Paolo alla Regola.
Zemřel 1. října 1960 ve svém rodném městě. Pohřben byl v katedrále ve městě.